# Cerveza Club Colombia Open 1998 - Qualificazioni doppio
Le qualificazioni del doppio  del Cerveza Club Colombia Open 1998 sono state un torneo di tennis preliminare per accedere alla fase finale della manifestazione. I vincitori dell'ultimo turno sono entrati di diritto nel tabellone principale. In caso di ritiro di uno o più giocatori aventi diritto a questi sono subentrati i lucky loser, ossia i giocatori che hanno perso nell'ultimo turno ma che avevano una classifica più alta rispetto agli altri partecipanti che avevano comunque perso nel turno finale.
Le qualificazioni del doppio del torneo Cerveza Club Colombia Open 1998 prevedevano 4 coppie partecipanti di cui una è entrata nel tabellone principale.

## Teste di serie
1. Joan Balcells /  Sargis Sargsian (Qualificati)

1. Alberto Berasategui /  Jordi Burillo (ultimo turno)

## Qualificati
1. Joan Balcells  /   Sargis Sargsian

## Tabellone

### Legenda
| - Q = Qualificato - WC = Wild card - LL = Lucky loser | - ALT = Alternate - SE = Special Exempt - PR = Protected Ranking | - w/o = Walkover - r = Ritirato - d = Squalificato |

|  | Primo turno | Primo turno                        | Primo turno                        | Primo turno | Primo turno |  |  | Ultimo turno | Ultimo turno                      | Ultimo turno                      | Ultimo turno | Ultimo turno |  |
|  |             |                                    |                                    |             |             |  |  |              |                                   |                                   |              |              |  |
|  | 1           | Joan Balcells Sargis Sargsian      | Joan Balcells Sargis Sargsian      | 6           | 7           |  |  |              |                                   |                                   |              |              |  |
|  |             | Márcio Carlsson Francisco Costa    | Márcio Carlsson Francisco Costa    | 2           | 6           |  |  | 1            | Joan Balcells Sargis Sargsian     | Joan Balcells Sargis Sargsian     | 6            | 6            |  |
|  | 2           | Alberto Berasategui Jordi Burillo  | Alberto Berasategui Jordi Burillo  | 6           | 6           |  |  | 2            | Alberto Berasategui Jordi Burillo | Alberto Berasategui Jordi Burillo | 2            | 3            |  |
|  |             | Juan-Camilo Gamboa Philippe Moggio | Juan-Camilo Gamboa Philippe Moggio | 4           | 4           |  |  |              |                                   |                                   |              |              |  |